# Giovanni Bardis
Pour les articles homonymes, voir Bardis.
Giovanni Battista Bardis, né le 21 mai 1987 à Paris, est un haltérophile français.

## Biographie
Giovanni Bardis participe aux Jeux olympiques de 2008 : il est 14e dans la catégorie des moins de 77 kg. En 2011, Bardis termine 20e des championnats du monde 2011 dans la catégorie des moins de 85 kg en soulevant 348 kg au total.

## Palmarès
- Jeux olympiques :
  - Jeux olympiques de 2008 à Pékin  ( Chine) : 14e en moins de 77 kg
  - Jeux olympiques de 2016 à Rio de Janeiro  ( Brésil) : 8e en moins de 85 kg

- Championnats du monde :
  - Championnats du monde 2011 à Paris ( France) : 20e

- Championnats d'Europe :
  - Championnats d'Europe 2008 à Lignano Sabbiadoro ( Italie) : 5e